# Arquitetura espacial

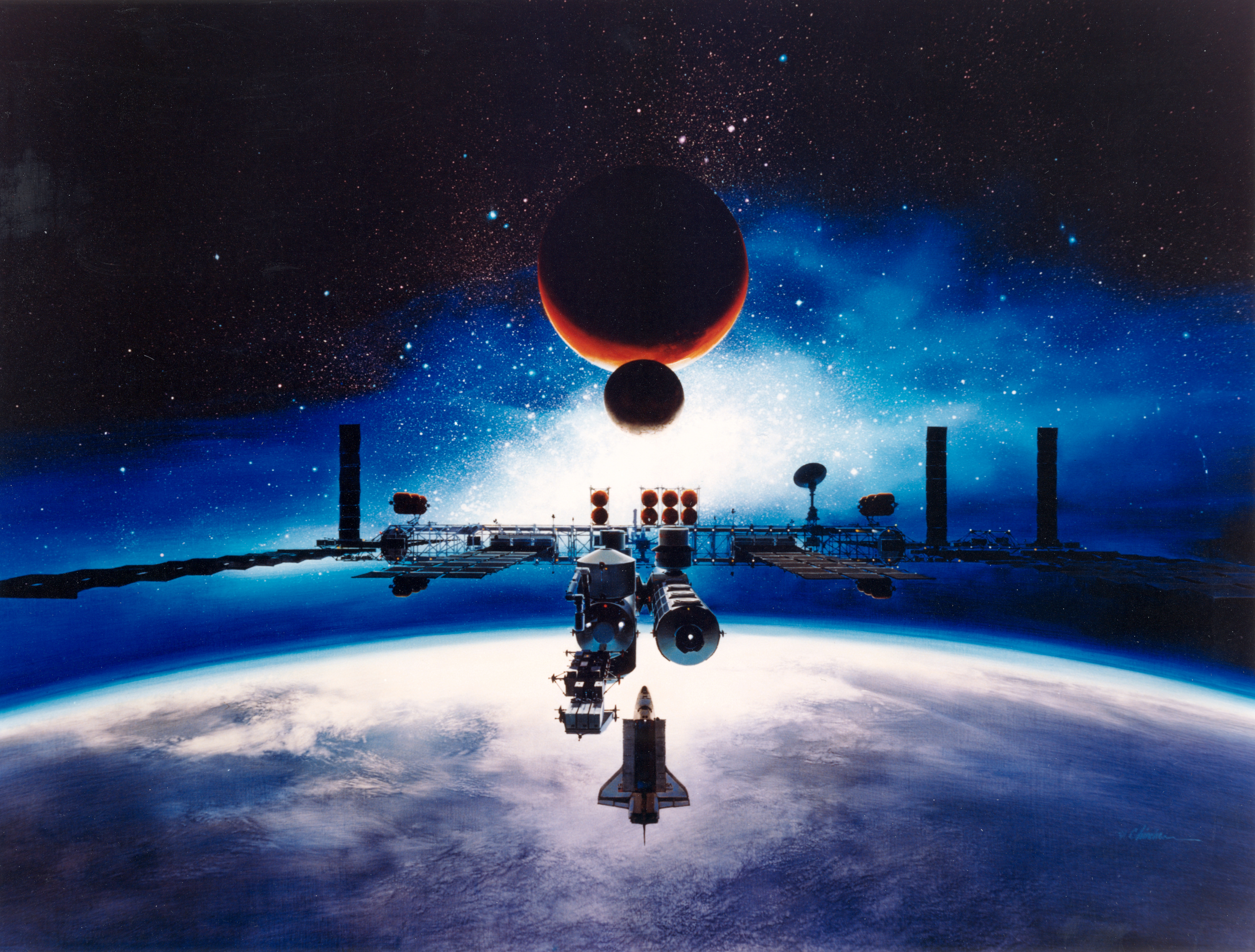
Uma concepção artística de 1990 da Estação Espacial Freedom, um projeto que evoluiu para a ISS.

Arquitetura espacial é a teoria e prática de projetar e construir ambientes habitáveis no espaço, aborda da confecção da nave espacial a construção de todo ambiente. Muito desse trabalho tem se dedicado a naves para exploração da Lua e Marte e do espaço orbital, e são organizados pelas agências espaciais nacionais, principalmente a NASA.
A utilização de arquitetos em programas espaciais cresceu com a corrida espacial; a necessidade de estender a duração das missões e atender as necessidades dos astronautas acelerou o desenvolvimento.
A ISS é a única instalação habitada permanentemente no espaço. Tem o tamanho de um campo de futebol americano e tripulação de seis pessoas. A ISS ainda está sendo construída. Os módulos são lançados pelos ônibus espaciais dos Estados Unidos e depois montados pela tripulação; os módulos da ISS são projetados para caberem no compartimento de cargas do ônibus espacial, que é cilindrico com diâmetro de 4.6 metros.